# Lothar Götz
Lothar Götz (* 11. Juli 1925 in Karlsruhe; † 17. April 2018) war ein deutscher Architekt, Baumanager und Hochschullehrer.

## Leben
Lothar Götz, eines der Kinder des Diplom-Ingenieurs Karl Götz und dessen Ehefrau Leonie Götz geb. Noltze, legte 1943 das Notabitur am Goethe-Realgymnasium Karlsruhe ab. Nach der Rückkehr aus sowjetischer Kriegsgefangenschaft erlangte er 1946 an der Universität Kiel das Abitur für Kriegsteilnehmer, woraufhin er ein Studium der Architektur an der Technischen Hochschule Karlsruhe aufnehmen konnte. 1950 schloss Götz das Studium mit Auszeichnung bei Otto Ernst Schweizer ab. In den Jahren 1950 bis 1953 arbeitete er als Leiter der Bauabteilung für Südwestdeutschland der BP Benzin und Petroleum AG.
Für Tankstellen der BP entwickelte er ein Schwingendach, wobei zwei eingespannte konische Kastenstützen mit Unterzug bei dieser Konstruktion die Kragträger trugen. Das Dach wurde aus Stahlbeton oder aus Stahlteilen gebaut. Eine der beiden Stützen enthielt eine Ableitung für das Regenwasser, das sich auf dem Dach sammelte, die andere Stütze die Stromleitungen für die Beleuchtung. In der Zeitschrift Denkmalpflege in Baden-Württemberg erschien 2018 ein Artikel über die Typen-Tankstellen der Nachkriegszeit, der Autor Peter Huber ging dort auf Götz’ Konstruktion ein und konstatierte: „Von dieser Bauform konnte bisher noch kein denkmalgeschütztes Objekt entdeckt werden.“ In der Bevölkerung, so Huber, nehme aber die Wertschätzung der alten Tankstellenbauten zu und sie würden immer öfter Gegenstand denkmalpflegerischer Tätigkeit.
Im Jahr 1953 wurde Götz an der Technischen Hochschule Karlsruhe wissenschaftlicher Assistent bei Egon Eiermann; eine Tätigkeit, die er bis 1961 ausübte. 1963 wurde Götz zum Direktor des Instituts für Baustofflehre, Bauphysik, Technischer Ausbau und Entwerfen an der Fakultät für Architektur der Technischen Hochschule Stuttgart (ab 1967 Universität Stuttgart) berufen. Diese Funktion übte er bis zu seiner Emeritierung im Jahr 1993 aus.
Götz war von 1965 bis 1993 Mitglied des Kuratoriums des Instituts für Bauphysik der Fraunhofer-Gesellschaft. 1966 bis 1970 war er Erster Vorsitzender des Deutschen Werkbunds Baden-Württemberg und von 1970 bis 1988 Mitglied des Forschungsrats beim Bundesministerium für Raumordnung, Bauwesen und Städtebau. Von 1981 bis 1983 war er Dekan der Fakultät für Architektur und Stadtplanung der Universität Stuttgart. Von 1997 bis 2002 stand er als Erster Vorsitzender der Egon-Eiermann-Gesellschaft vor.
Bis 1999 betrieb Götz ein 1967 gegründetes eigenes Architekturbüro, in den Jahren 1970 bis 1991 in Partnerschaft mit Klaus Unruh und von 1991 bis 1999 mit Mario Hägele.
Mit seiner Ehefrau Hannelore († 2014) hatte er sieben Kinder. Die Biologin Magdalena Götz ist seine Tochter.

## Bauten

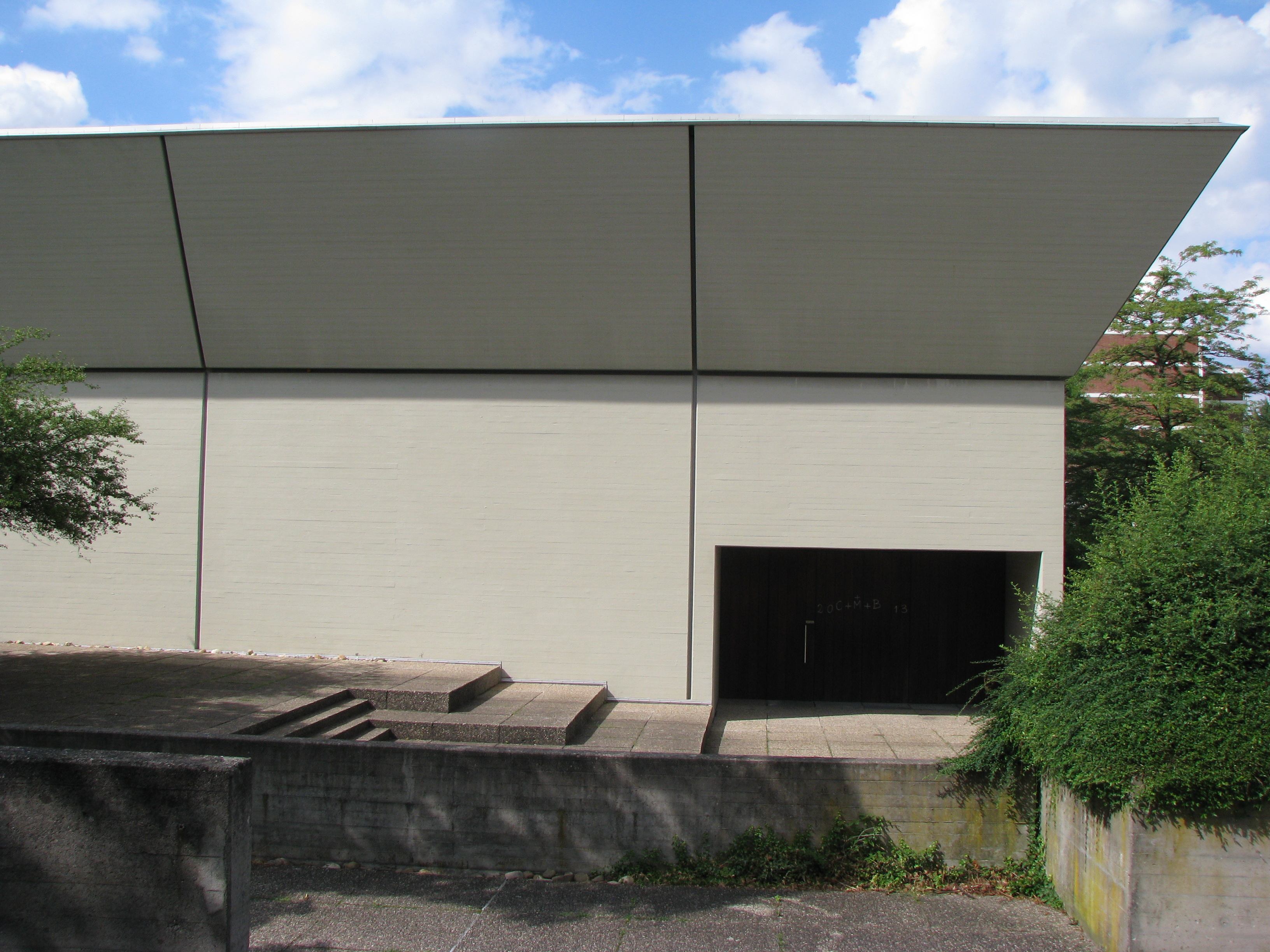
St. Paul in Heidelberg-Boxberg

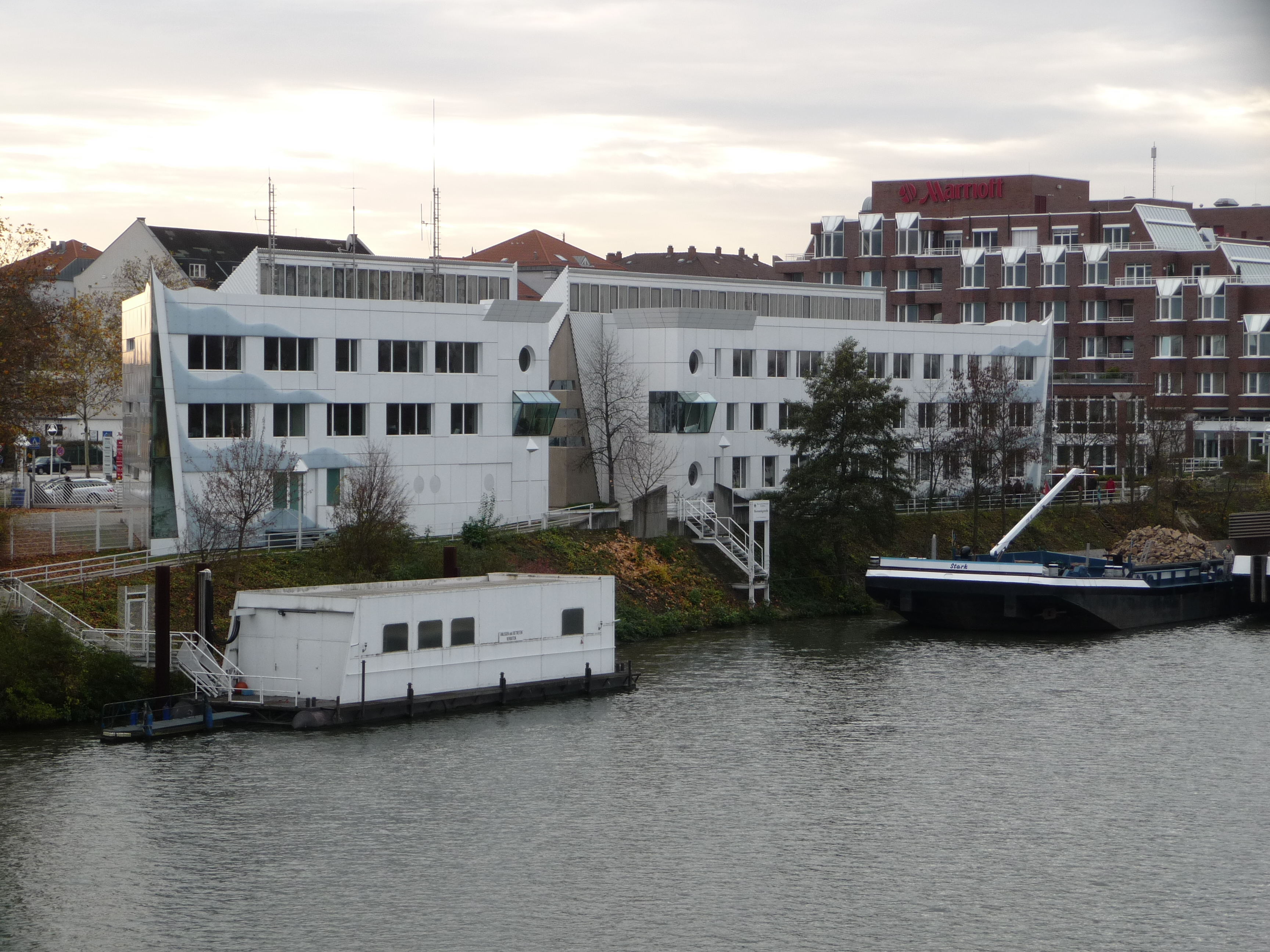
Wasser- und Schifffahrtsamt und Wasserschutzpolizei in Heidelberg

- 1951: Tankstelle der Firma Opel-Fahr in Fulda
- 1956–57: Neubau der Fleischer-Einkaufs- und Verkaufsgenossenschaft in Heidelberg
- 1959–61: Schwestern- und Personalgebäude I der Universität Heidelberg
- 1961: Wohnhaus Ammann in Heidelberg, Turnerstraße 114d
- 1964–66: Innenausbau der Schlosskirche Bruchsal
- 1967–68: Kindergarten und Gemeindehaus der Pfarrei St. Bartholomäus in (Heidelberg-)Wieblingen
- 1965–72: Pfarrzentrum St. Paul in Boxberg
- 1965–67: Schwestern- und Personalgebäude II der Universität Heidelberg
- 1972–74: Schwestern- und Personalgebäude III der Universität Heidelberg
- 1977: Ortszentrum bestehend aus Rathaus, Dienstleistungszentrum mit Geschäften und Wohnungen, in Illingen
- 1978–82: Rathaus in Östringen
- 1980–82: Einkaufszentrum „Ipf-Treff“ in Bopfingen
- 1980–82: Feuerwehrhaus in Illingen
- 1986–94: Dienstgebäude für das Wasserstraßen- und Schifffahrtsamt Heidelberg und die Wasserschutzpolizei in Heidelberg
- 2001–03: Umbau und Sanierung des Rathauses in Edingen-Neckarhausen
- 2004: Neckarterrasse in Edingen